# Olga Sturdza
Olga Sturdza (n. 27 septembrie 1884, satul Popești, județul Iași – d. 10 iulie 1971, Varengeville-sur-Mer, Franța) a fost o sculptoriță română. Născută în familia Mavrocordat, ea era descendentă a domnitorilor fanarioți. Prințesa Olga Sturdza era fiica principelui Alexandru Mavrocordat și a Luciei Cantacuzino-Pașcanu. Ea a găzduit 150 de elevi la moșia din Păunești, iar în timpul primului război mondial, în 1917, înființează Orfelinatul ”Principesa Olga M. Sturdza”, în conacul său de la Miroslava, care mai apoi, în anul 1936, devine Școala Agricolă. Ea a înființat in timpul Primului Război Mondial Societatea pentru Ocrotirea Orfanilor de Război, prin care a adăpostit 340.000 de copii. Olga Sturdzda a fost și un artist plastic talentat. În anul 1924, ea a donat municipiului Iași, Monumentul Unirii, care a fost inaugurat în mai 1927, în prezența Reginei Maria. Sovieticii au dărâmat monumentul în anul 1947. Acum, în Iași există o replică a monumentului distrus, în fața Universității de Medicină.

## Biografie
Prințesa Olga Mavrocordat s-a născut la data de 27 septembrie 1884, în satul Popești, județul Iași, moșie primită ca zestre de femeile din familie. Era fiica principelui Alexandru Mavrocordat (1844-1907) și a Luciei Cantacuzino-Pașcanu (1862-1931) și se născuse când tatăl ei avea 42 de ani, iar mama sa 22 ani. Pe moșia din Popești se afla un conac pe care, după căsătorie, Alexandru Mavrocordat l-a dărâmat și a ridicat cu meșteri italieni un palat (Conacul Cantacuzino-Pașcanu din Popești), care se mai poate vedea și astăzi.
În anul 1908 s-a căsătorit cu prințul Mihail Sturdza (1876-1941), nepotul domnului Moldovei Mihail Sturdza (1795-1884). Soțul său se născuse la Dieppe, în Franța, unde bunicul său, Vodă Sturdza, cumpărase un castel și tot acolo a trăit cea mai mare parte a vieții, până la căsătoria sa. Mihail Sturdza avea în România multe moșii pe unde stătea mai mult, el fiind și un pasionat vânător.
Prințesa Olga Mavrocordat a studiat pictura și sculptura la Berlin, Dresda și Paris, mai întâi ca elevă a sculptorului Debois și apoi ucenică a celebrului Auguste Rodin. În anul în care s-a căsătorit, ea și-a expus sculpturi la Salonul de la Paris. Primul atelier l-a avut la Dieppe, apoi a deschis un atelier la Iași, în Copou, unde lucra cu dalta și ciocanul busturi și statui de marmură.
Constantin Argetoianu o cunoscuse pe Olga Mavrocordat înainte de căsătorie, la Viena, descriind-o astfel: “Fată frumoasă, viguroasă și arătoasă, cu doi ochi negri care sfredeleau, emancipată (călătorea singură, lucru neobișnuit) și inteligentă. Plină de farmec și cetită.”
În perioada Primului Război Mondial, Olga Sturdza a fondat Societatea pentru ocrotirea orfanilor de război, a cărei președintă a fost. În același timp, a fost și președinta Filialei Iași a Societății Ortodoxe a Naționale a Femeilor Române. În anul 1918 ea a înființat în palatul familiei de la Miroslava (azi monumemt istoric, Casa Sturza), Orfelinatul "Principesa Olga M. Sturdza", transformat în anul 1919 în Școala superioară de agricultură, înzestrată cu 100 ha teren arabil. De asemenea, s-a ocupat și de Școala Normală “Mihai Sturdza” și de Liceul Internat.
În anul 1924, ea a donat municipiului Iași, Monumentul Unirii, care a fost inaugurat în mai 1927 în prezența Reginei Maria și dărâmat în anul 1947. În prezent, se mai păstrează la Iași puține sculpturi ale sale: cenotaful lui Alexandru Mavrocordat, „Sărutul“ și „Sburătorul“ de la Vila Sonet Mihai Codreanu.
După cel de-al doilea război mondial, argintăria, biblioteca și alte obiecte de preț ale familiei sale au fost duse din castelul distrus de germani în castelul familiei din Dieppe (Franța). În anul naționalizării, 1948, principesa a fost dată afară din casa de la Hangu și s-a mutat împreună cu văduva fiului său Dimitrie și cu nepoții, în casa lor din București.
Au fost obligați să părăsească și această casă, mutându-se într-o căsuță cu două camere din cartierul Crucea de Piatră, de unde a fost ridicată și arestată în anul 1953, împreună cu nora sa, Ileana Manu-Sturdza, sub învinuirea că au vândut lemne de pe fosta lor proprietate (pădurea Hangu). Au fost deținute la penitenciarele Mislea și Jilava, fiind eliberate după 9 luni.
În anul 1957 i s-a permis să plece din România, datorită intervenției cumnatului său, ambasadorul grec Argyropoulos, căsătorit cu sora sa Maria. El a insistat, în cadrul negocierilor în probleme financiare dintre guvernul grec și cel român, să se obțină aprobarea părții române ca Olga Sturdza să plece în Franța.
Principesa Olga Sturdza a murit la 10 iulie 1971, la vârsta de 87 ani, la proprietatea Sainte Marguerite, din apropierea localității Varengeville-sur-Mer, de lângă Dieppe, în Franța cu băiatul ei, Gheorghe Sturdza și nora sa Margareta Sturdza (născută Kvaal). Cel mai celebru nepot al ei este Dimitrie (Tim) Sturdza (multiplul campion al Elveției la tenis și proprietar majoritar a Companiei Déesse Cosmetics of Switzerland).

## Galerie

Casa Sturza, Miroslava, județul Iași.
Monumentul Unirii din Iași (1927)